# Confrontations entre la JSK et l'USMA
 (avril 2018).
Si vous disposez d'ouvrages ou d'articles de référence ou si vous connaissez des sites web de qualité traitant du thème abordé ici, merci de compléter l'article en donnant les références utiles à sa vérifiabilité et en les liant à la section « Notes et références ».
Cet article traite de la rivalité qui existe entre deux clubs pionniers du Championnat d'Algérie de football que sont la Jeunesse sportive de Kabylie et l'Union sportive de la médina d'Alger, ils sont considérés comme l'un des clubs les plus populaires d'Algérie et leurs matchs sont très médiatisés, La période entre 1996 et 2010 est la plus excitante entre les deux équipes en raison du conflit entre les présidents des deux équipes Saïd Allik et Mohand Chérif Hannachi, On dit que la raison de l'inimitié entre les deux lorsque Said Alik amenant la star de la JS Kabylie et de l'équipe nationale à l'époque Mahieddine Meftah les deux équipes étaient à la fois champions et vice-champions dans la même saison cinq fois, dont trois fois consécutives entre 2003-2004 et 2005-2006.

## Origine de la rivalité
La rivalité entre la JS Kabylie et l'USMA est relativement récente (décennie 1990) comparée à celle qu'il y a avec le MC Alger (décennie 1960). Certes l'USMA est plus ancien que la JSK, mais il a toujours existé une très forte communauté kabyle dans la ville d'Alger. On a coutume de dire que l'USMA est le club des "kabyles" d'Alger, celui-ci est supporté par les descendants de ceux qui se sont implantés durant la présence française, parmi les classes populaires. La JSK bien qu'elle soit issue de la ville de Tizi Ouzou possède également ses propres supporters au sein de cette même ville. Ils se trouvent parmi les plus anciens dont la plupart forment une élite dans la ville à tel point que l'on parle d'une certaine "bourgeoisie kabyle".

## Décès d'Albert Ebossé

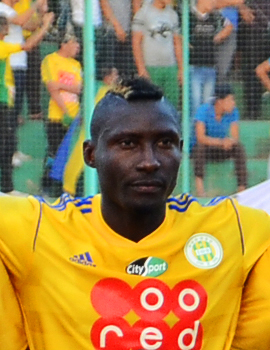
Albert Ebossé Bodjongo photographié lors de son dernier match avant sa mort.

Le 23 août 2014, lors de la deuxième journée du championnat, la JS Kabylie s'incline 2-1 face à l'USM Alger malgré un but d'Albert Ebossé Bodjongo sur penalty à la 27e minute. Après le match, alors qu'il s'apprête à regagner les vestiaires, Albert Ebossé reçoit sur la tête un jet de pierre depuis les tribunes et décède à l'hôpital des suites d'un Traumatisme crânien. Le même jour, le ministre de l'intérieur algérien Tayeb Belaïz demande une enquête. Par conséquent, la Ligue de football professionnel a ordonné la fermeture du Stade 1er Novembre 1954 jusqu'à nouvel ordre. Le lendemain, la Fédération reporte les matchs prévus les 29 et 30 août 2014 pour rendre hommage au joueur Albert Ebossé décédé et protester contre la citation des agissements irresponsables de certains fanatiques et voyous qui entretiennent la violence dans les stades et qui a atteint des proportions inacceptables. En outre, le club s'engage à verser une indemnité de 100 000 dollars et le salaire du joueur à la famille Ebossé.
Les premiers témoins citent une hémorragie soit de la carotide, soit du crâne, qui a entraîné un choc hémorragique mortel. Le pathologiste qui a pratiqué l'autopsie note une lésion cérébrale traumatique et une blessure (hémorragique) au crâne. Ces éléments permettent de conclure que la lapidation est la cause directe du décès. Mais personne ne conteste que les projectiles aient été lancés depuis les tribunes des supporters de la JSK, ce qui aggrave la responsabilité du club en aucune façon responsable de la sécurité globale du stade et des abords. Le 25 août 2014, le président de la JSK, Mohand Chérif Hannachi déclare que selon les médecins du club, Albert Ebossé est décédé d'une crise cardiaque causée par un malais et non d'un Traumatisme crânien, principalement à cause des efforts fournis lors du jeu de haut niveau. Cela suggère que la mort serait une coïncidence et des incidents et un club de responsabilité non liés. Enfin, un jour après sa mort, le parquet de Tizi Ouzou affirme que l'autopsie a prouvé que le joueur a été tué par un jet de projectiles.[pas clair]

## Confrontations
| #   | Saison         | Compétition                     | Stade | Rencontre | Score | Buteurs de la JSK                                                                                            | Buteurs de l'USMA                                                                                            |
| --- | -------------- | ------------------------------- | --- | --- | --- | --- | --- |
|     | 1962-1963      | 1962-1963                       | Groupes différents : La JSK est dans le Groupe I et l'USMA dans Groupe V du Critérium Départementale d'Alger | Groupes différents : La JSK est dans le Groupe I et l'USMA dans Groupe V du Critérium Départementale d'Alger | Groupes différents : La JSK est dans le Groupe I et l'USMA dans Groupe V du Critérium Départementale d'Alger | Groupes différents : La JSK est dans le Groupe I et l'USMA dans Groupe V du Critérium Départementale d'Alger | Groupes différents : La JSK est dans le Groupe I et l'USMA dans Groupe V du Critérium Départementale d'Alger |
| 1   | 1963-1964      | Division d'Honneur              | Stade de Saint-Eugène                                                                                        | USM Alger - JS Kabylie                                                                                       | 3 - 2 | Merrad 60e (pen.), Moussa 66e                                                                                | Merrad 51e (csc), Ben Tifour 69e, Zemmour 90e                                                                |
| 2   | 1963-1964      | Division d'Honneur              | Stade Oukil-Ramdane                                                                                          | JS Kabylie - USM Alger                                                                                       | 3 - 1 | El Kolli 51e 89e, Karamani 88e                                                                               | Oualiken 16e                                                                                                 |
|     | De 1964 à 1965 | De 1964 à 1965                  | Divisions différentes : La JSK est en Division Honneur et l'USMA en National                                 | Divisions différentes : La JSK est en Division Honneur et l'USMA en National                                 | Divisions différentes : La JSK est en Division Honneur et l'USMA en National                                 | Divisions différentes : La JSK est en Division Honneur et l'USMA en National                                 | Divisions différentes : La JSK est en Division Honneur et l'USMA en National                                 |
| 3   | 1965-1966      | Division Honneur                | Stade Oukil-Ramdane                                                                                          | JS Kabylie - USM Alger                                                                                       | 1 - 1 | Kouffi 61e                                                                                                   | Bernaoui 10e                                                                                                 |
| 4   | 1965-1966      | Division Honneur                | Stade de Bologhine                                                                                           | USM Alger - JS Kabylie                                                                                       | 4 - 1 | Aït-Amar 85e                                                                                                 | Krimo 24e, Meziani 34e, Bouali 57e 70e                                                                       |
|     | De 1966 à 1968 | De 1966 à 1968                  | Divisions différentes                                                                                        | Divisions différentes                                                                                        | Divisions différentes                                                                                        | Divisions différentes                                                                                        | Divisions différentes                                                                                        |
| 5   | 1968-1969      | Division 2                      | Stade de Bologhine                                                                                           | USM Alger - JS Kabylie                                                                                       | 0 - 1 | El kolli | - |
| 6   | 1968-1969      | Division 2                      | Stade Oukil-Ramdane                                                                                          | JS Kabylie - USM Alger                                                                                       | 2 - 2 | Kouffi et Derridj                                                                                            | |
| 7   | 1969-1970      | Championnat d'Algérie           | Stade Oukil-Ramdane                                                                                          | JS Kabylie - USM Alger                                                                                       | 1 - 1 | ? | ? |
| 8   | 1969-1970      | Championnat d'Algérie           | Stade de Bologhine                                                                                           | USM Alger - JS Kabylie                                                                                       | 2 - 0 | - | ? |
| 9   | 1969-1970      | Coupe d'Algérie (1/4 Aller)     | Stade de Bologhine                                                                                           | USM Alger - JS Kabylie                                                                                       | 2 - 2 | ? | ? |
| 10  | 1969-1970      | Coupe d'Algérie (1/4 Retour)    | Stade d'El Anasser                                                                                           | JS Kabylie - USM Alger                                                                                       | 1 - 3 | ? | ? |
| 11  | 1970-1971      | Championnat d'Algérie           | Stade de Bologhine                                                                                           | USM Alger - JS Kabylie                                                                                       | 1 - 2 | Kouffi 14e, Djebbar ?                                                                                        | ? |
| 12  | 1970-1971      | Championnat d'Algérie           | Stade Oukil-Ramdane                                                                                          | JS Kabylie - USM Alger                                                                                       | 2 - 2 | Ouahabi ?, Kouffi ?                                                                                          | ? |
| 13  | 1971-1972      | Championnat d'Algérie           | Stade de Bologhine                                                                                           | USM Alger - JS Kabylie                                                                                       | 2 - 2 | ? | ? |
| 14  | 1971-1972      | Championnat d'Algérie           | Stade Oukil-Ramdane                                                                                          | JS Kabylie - USM Alger (*)                                                                                   | 0 - 0 | - | - |
|     | De 1972 à 1974 | De 1972 à 1974                  | Divisions différentes : USMA en D2                                                                           | Divisions différentes : USMA en D2                                                                           | Divisions différentes : USMA en D2                                                                           | Divisions différentes : USMA en D2                                                                           | Divisions différentes : USMA en D2                                                                           |
| 15  | 1974-1975      | Championnat d'Algérie           | Stade Oukil-Ramdane                                                                                          | JS Kabylie - USM Alger                                                                                       | 3 - 2 | Derridj 7e 26e, Dali 51e                                                                                     | Zeribet 75e, Zidane 78e                                                                                      |
| 16  | 1974-1975      | Championnat d'Algérie           | Stade de Bologhine                                                                                           | USM Alger - JS Kabylie                                                                                       | 0 - 3 | ? | - |
| 17  | 1975-1976      | Championnat d'Algérie           | Stade de Bologhine                                                                                           | USM Alger - JS Kabylie                                                                                       | 1 - 3 | ? | ? |
| 18  | 1975-1976      | Championnat d'Algérie           | Stade Oukil-Ramdane                                                                                          | JS Kabylie - USM Alger                                                                                       | 2 - 0 | Derridj 30e, Aouis 76e                                                                                       | - |
| 19  | 1976-1977      | Championnat d'Algérie           | Stade Oukil-Ramdane                                                                                          | JS Kabylie - USM Alger                                                                                       | 1 - 1 | ? | ? |
| 20  | 1976-1977      | Championnat d'Algérie           | Stade de Bologhine                                                                                           | USM Alger - JS Kabylie                                                                                       | 1 - 1 | Baïlèche 89e                                                                                                 | ? |
| 21  | 1977-1978      | Championnat d'Algérie           | Stade de Bologhine                                                                                           | USK Alger - JE Tizi Ouzou                                                                                    | 0 - 0 | - | - |
| 22  | 1977-1978      | Championnat d'Algérie           | Stade Oukil-Ramdane                                                                                          | JE Tizi Ouzou - USK Alger                                                                                    | 2 - 0 | Barris , Larbes                                                                                              | - |
| 23  | 1978-1979      | Championnat d'Algérie           | Stade Oukil-Ramdane                                                                                          | JE Tizi Ouzou - USK Alger                                                                                    | 2 - 0 | ? | - |
| 24  | 1978-1979      | Championnat d'Algérie           | Stade de Bologhine                                                                                           | USK Alger - JE Tizi Ouzou                                                                                    | 1 - 1 | ? | ? |
| 25  | 1979-1980      | Championnat d'Algérie           | 1er-Novembre-1954                                                                                            | JE Tizi Ouzou - USK Alger                                                                                    | 3 - 1 | ? | ? |
| 26  | 1979-1980      | Championnat d'Algérie           | Stade de Bologhine                                                                                           | USK Alger - JE Tizi Ouzou                                                                                    | 1 - 1 | ? | ? |
| 27  | 1979-1980      | Coupe d'Algérie (Demie)         | Stade de Bologhine                                                                                           | USK Alger - JE Tizi Ouzou                                                                                    | 1 - 1 (6 - 5)tab                                                                                             | Iboud ? | Bahbouh ? |
|     | 1980-1981      | 1980-1981                       | Divisions différentes : USMA en D2                                                                           | Divisions différentes : USMA en D2                                                                           | Divisions différentes : USMA en D2                                                                           | Divisions différentes : USMA en D2                                                                           | Divisions différentes : USMA en D2                                                                           |
| 28  | 1981-1982      | Championnat d'Algérie           | 1er-Novembre-1954                                                                                            | JE Tizi Ouzou - USK Alger                                                                                    | 1 - 0 | Baris ? | - |
| 29  | 1981-1982      | Championnat d'Algérie           | Stade de Bologhine                                                                                           | USK Alger - JE Tizi Ouzou                                                                                    | 1 - 2 | Rafik Abdessalem ?, Baris ?                                                                                  | ? |
| 30  | 1982-1983      | Championnat d'Algérie           | 1er-Novembre-1954                                                                                            | JE Tizi Ouzou - USK Alger                                                                                    | 0 - 1 | - | Rabet 69e |
| 31  | 1982-1983      | Championnat d'Algérie           | Stade de Bologhine                                                                                           | USK Alger - JE Tizi Ouzou                                                                                    | 1 - 1 | Bahbouh 57e                                                                                                  | Azzouz 25e                                                                                                   |
|     | De 1983 à 1987 | De 1983 à 1987                  | Divisions différentes : USMA en D2                                                                           | Divisions différentes : USMA en D2                                                                           | Divisions différentes : USMA en D2                                                                           | Divisions différentes : USMA en D2                                                                           | Divisions différentes : USMA en D2                                                                           |
| 32  | 1987-1988      | Championnat d'Algérie           | Stade de Bologhine                                                                                           | USK Alger - JE Tizi Ouzou                                                                                    | 0 - 0 | - | - |
| 33  | 1987-1988      | Championnat d'Algérie           | 1er-Novembre-1954                                                                                            | JE Tizi Ouzou - USK Alger                                                                                    | 2 - 1 | ? | Benkhalidi 41e                                                                                               |
| 34  | 1988-1989      | Championnat d'Algérie           | Stade de Bologhine                                                                                           | USK Alger - JE Tizi Ouzou                                                                                    | 0 - 0 | - | - |
| 35  | 1988-1989      | Championnat d'Algérie           | 1er-Novembre-1954                                                                                            | JE Tizi Ouzou - USK Alger                                                                                    | 7 - 1 | Medane 21e 77e, Bouiche 34e 54e 65e, · Rahmouni 52e, Adghigh 59e                                             | Kourifa 23e                                                                                                  |
| 36  | 1989-1990      | Championnat d'Algérie           | Stade de Bologhine                                                                                           | USM Alger - JS Kabylie                                                                                       | 1 - 3 | Djahnit 32e Bouiche 62e Medane 70e                                                                           | ? |
| 37  | 1989-1990      | Championnat d'Algérie           | S. de l'Unité Maghrébine                                                                                     | JS Kabylie - USM Alger                                                                                       | 2 - 2 | ? | Hamaz 77e Rahim 88e                                                                                          |
|     | De 1990 à 1995 | De 1990 à 1995                  | Divisions différentes : USMA en D2                                                                           | Divisions différentes : USMA en D2                                                                           | Divisions différentes : USMA en D2                                                                           | Divisions différentes : USMA en D2                                                                           | Divisions différentes : USMA en D2                                                                           |
| 38  | 1995-1996      | Championnat d'Algérie           | 1er-Novembre-1954                                                                                            | JS Kabylie - USM Alger                                                                                       | 1 - 1 | Hadj Adlane ?                                                                                                | Brakni ? |
| 39  | 1995-1996      | Championnat d'Algérie           | Stade de Bologhine                                                                                           | USM Alger - JS Kabylie                                                                                       | 1 - 0 | - | Dziri 35e |
| 40  | 1995-1996      | Coupe de la Ligue               | 1er-Novembre-1954                                                                                            | JS Kabylie - USM Alger                                                                                       | 0 - 1 | - | |
| 41  | 1995-1996      | Coupe de la Ligue               | Stade de Bologhine                                                                                           | USM Alger - JS Kabylie                                                                                       | 1 - 0 | - | |
| 42  | 1996-1997      | Championnat d'Algérie           | Stade de Bologhine                                                                                           | USM Alger - JS Kabylie                                                                                       | 1 - 0 | - | Hadj Adlane 60e                                                                                              |
| 43  | 1996-1997      | Championnat d'Algérie           | 1er-Novembre-1954                                                                                            | JS Kabylie - USM Alger                                                                                       | 0 - 1 | - | Dziri 75e |
| 44  | 1997-1998      | Championnat d'Algérie           | 1er-Novembre-1954                                                                                            | JS Kabylie - USM Alger                                                                                       | 0 - 0 | - | - |
| 45  | 1997-1998      | Championnat d'Algérie           | Stade de Bologhine                                                                                           | USM Alger - JS Kabylie                                                                                       | 0 - 0 | - | - |
|     | 1998-1999      | Championnat d'Algérie           | Groupes différents : JSK dans le Groupe A (Centre-Est), USMA dans le Groupe B (Centre-Ouest)                 | Groupes différents : JSK dans le Groupe A (Centre-Est), USMA dans le Groupe B (Centre-Ouest)                 | Groupes différents : JSK dans le Groupe A (Centre-Est), USMA dans le Groupe B (Centre-Ouest)                 | Groupes différents : JSK dans le Groupe A (Centre-Est), USMA dans le Groupe B (Centre-Ouest)                 | Groupes différents : JSK dans le Groupe A (Centre-Est), USMA dans le Groupe B (Centre-Ouest)                 |
| 46  | 1998-1999      | Coupe d'Algérie (Finale)        | 5-Juillet-1962                                                                                               | USM Alger - JS Kabylie                                                                                       | 2 - 0 | - | Dziri 76e, Hadj Adlane 82e                                                                                   |
| 47  | 1999-2000      | Championnat d'Algérie           | 1er-Novembre-1954                                                                                            | JS Kabylie - USM Alger                                                                                       | 1 - 0 | Moussouni 42e                                                                                                | - |
| 48  | 1999-2000      | Championnat d'Algérie           | Stade Omar-Hamadi                                                                                            | USM Alger - JS Kabylie                                                                                       | 1 - 0 | - | Amirat 57e (pen.)                                                                                            |
| 49  | 1999-2000      | Coupe de la Ligue               | 1er-Novembre-1954                                                                                            | JS Kabylie - USM Alger                                                                                       | 0 - 1 | - | |
| 50  | 2000-2001      | Championnat d'Algérie           | 1er-Novembre-1954                                                                                            | JS Kabylie - USM Alger                                                                                       | 2 - 0 | Dob 15e, Abassi 46e                                                                                          | - |
| 51  | 2000-2001      | Championnat d'Algérie           | Stade Omar-Hamadi                                                                                            | USM Alger - JS Kabylie                                                                                       | 3 - 0 | Victoire par forfait                                                                                         | Victoire par forfait                                                                                         |
| 52  | 2001-2002      | Championnat d'Algérie           | Stade Omar-Hamadi                                                                                            | USM Alger - JS Kabylie                                                                                       | 2 - 1 | Bezzaz 46e                                                                                                   | Meftah 54e, Benchergui 66e                                                                                   |
| 53  | 2001-2002      | Championnat d'Algérie           | 1er-Novembre-1954                                                                                            | JS Kabylie - USM Alger                                                                                       | 2 - 1 | Bendehmane 27e (pen.), Bezzaz 71e                                                                            | Benchergui 66e                                                                                               |
| 54  | 2002-2003      | Championnat d'Algérie           | Stade de Boumerdès                                                                                           | JS Kabylie - USM Alger                                                                                       | 1 - 0 | Amaouche 87e                                                                                                 | - |
| 55  | 2002-2003      | Championnat d'Algérie           | Stade Omar-Hamadi                                                                                            | USM Alger - JS Kabylie                                                                                       | 1 - 0 | - | Ammour 45e                                                                                                   |
| 56  | 2003-2004      | Championnat d'Algérie           | Stade Omar-Hamadi                                                                                            | USM Alger - JS Kabylie                                                                                       | 1 - 1 | Belkheïr 74e                                                                                                 | Balbone 54e                                                                                                  |
| 57  | 2003-2004      | Championnat d'Algérie           | 1er-Novembre-1954                                                                                            | JS Kabylie - USM Alger                                                                                       | 2 - 1 | Berguiga 3e, Belkaïd 40e (pen.)                                                                              | Diallo 49e                                                                                                   |
| 58  | 2003-2004      | Coupe d'Algérie (Finale)        | 5-Juillet-1962                                                                                               | JS Kabylie - USM Alger                                                                                       | 0 - 0 (4 - 5)tab                                                                                             | - | - |
| 59  | 2004-2005      | Championnat d'Algérie           | 1er-Novembre-1954                                                                                            | JS Kabylie - USM Alger                                                                                       | 2 - 1 | Endzanga 17e, Berguiga 56e                                                                                   | Boucherit 90+2e                                                                                              |
| 60  | 2004-2005      | Championnat d'Algérie           | Stade Omar-Hamadi                                                                                            | USM Alger - JS Kabylie                                                                                       | 2 - 1 | Belkaïd 72e (pen.)                                                                                           | Djahnine 13e, Eneramo 42e                                                                                    |
| 61  | 2005-2006      | Championnat d'Algérie           | 1er-Novembre-1954                                                                                            | JS Kabylie - USM Alger                                                                                       | 3 - 0 | Victoire par forfait                                                                                         | Victoire par forfait                                                                                         |
| 62  | 2005-2006      | Championnat d'Algérie           | Stade Omar-Hamadi                                                                                            | USM Alger - JS Kabylie                                                                                       | 1 - 0 | - | Haddou 20e                                                                                                   |
| 63  | 2005-2006      | Coupe d'Algérie (Demie)         | Mustapha-Tchaker                                                                                             | USM Alger - JS Kabylie                                                                                       | 0 - 0 (3 - 2)tab                                                                                             | - | - |
| 64  | 2006-2007      | Championnat d'Algérie           | 1er-Novembre-1954                                                                                            | JS Kabylie - USM Alger                                                                                       | 1 - 0 | Yacef 55e | - |
| 65  | 2006-2007      | Championnat d'Algérie           | Stade Omar-Hamadi                                                                                            | USM Alger - JS Kabylie                                                                                       | 1 - 0 | - | Ghazi 18e (pen.)                                                                                             |
| 66  | 2006-2007      | Coupe d'Algérie (Demie)         | Mustapha-Tchaker                                                                                             | JS Kabylie - USM Alger                                                                                       | 1 - 4 | Hemani 76e                                                                                                   | Abouta 18e 70e, Boucherit 44e (pen.), Doucouré 81e                                                           |
| 67  | 2007-2008      | Championnat d'Algérie           | Stade Omar-Hamadi                                                                                            | USM Alger - JS Kabylie                                                                                       | 1 - 0 | - | Boucherit 60e                                                                                                |
| 68  | 2007-2008      | Championnat d'Algérie           | 1er-Novembre-1954                                                                                            | JS Kabylie - USM Alger                                                                                       | 1 - 0 | Amaouche 53e                                                                                                 | - |
| 69  | 2008-2009      | Championnat d'Algérie           | Stade Omar-Hamadi                                                                                            | USM Alger - JS Kabylie                                                                                       | 0 - 0 | - | - |
| 70  | 2008-2009      | Championnat d'Algérie           | 1er-Novembre-1954                                                                                            | JS Kabylie - USM Alger                                                                                       | 0 - 0 | - | - |
| 71  | 2009-2010      | Championnat d'Algérie           | Stade Omar-Hamadi                                                                                            | USM Alger - JS Kabylie                                                                                       | 1 - 1 | Aoudia 87e                                                                                                   | Hamidi 16e                                                                                                   |
| 72  | 2009-2010      | Championnat d'Algérie           | 1er-Novembre-1954                                                                                            | JS Kabylie - USM Alger                                                                                       | 2 - 2 | Coulibaly 42e, Yahia Cherif 55e                                                                              | Ouznadji 72e 76e                                                                                             |
| 73  | 2010-2011      | Championnat d'Algérie           | 1er-Novembre-1954                                                                                            | JS Kabylie - USM Alger                                                                                       | 1 - 0 | Rial 6e | - |
| 74  | 2010-2011      | Championnat d'Algérie           | Stade Omar-Hamadi                                                                                            | USM Alger - JS Kabylie                                                                                       | 3 - 1 | Yalaoui 10e                                                                                                  | Ouznadji 11e 12e, Meklouche 84e                                                                              |
| 75  | 2011-2012      | Championnat d'Algérie           | 1er-Novembre-1954                                                                                            | JS Kabylie - USM Alger                                                                                       | 0 - 0 | - | - |
| 76  | 2011-2012      | Championnat d'Algérie           | Stade Omar-Hamadi                                                                                            | USM Alger - JS Kabylie                                                                                       | 1 - 0 | - | Djediat 22e                                                                                                  |
| 77  | 2011-2012      | Coupe d'Algérie (8e de finale)  | Stade Omar-Hamadi                                                                                            | USM Alger - JS Kabylie                                                                                       | 1 - 0ap | - | Laïfaoui 111e                                                                                                |
| 78  | 2012-2013      | Championnat d'Algérie           | Stade Omar-Hamadi                                                                                            | USM Alger - JS Kabylie                                                                                       | 1 - 0 | - | Chafaï 58e                                                                                                   |
| 79  | 2012-2013      | Championnat d'Algérie           | 1er-Novembre-1954                                                                                            | JS Kabylie - USM Alger                                                                                       | 1 - 0 | Belkalem 46e                                                                                                 | - |
| 80  | 2013-2014      | Championnat d'Algérie           | 1er-Novembre-1954                                                                                            | JS Kabylie - USM Alger                                                                                       | 0 - 0 | - | - |
| 81  | 2013-2014      | Championnat d'Algérie           | Stade Omar-Hamadi                                                                                            | USM Alger - JS Kabylie                                                                                       | 3 - 2 | Rial 5e 90e (pen.)                                                                                           | Meftah 30e (pen.), Ziaya 59e 74e                                                                             |
| 82  | 2013-2014      | Coupe d'Algérie (16e de finale) | Stade Omar-Hamadi                                                                                            | USM Alger - JS Kabylie                                                                                       | 0 - 0 (2 - 3)tab                                                                                             | - | - |
| 83  | 2014-2015      | Championnat d'Algérie           | 1er-Novembre-1954                                                                                            | JS Kabylie - USM Alger                                                                                       | 1 - 2 | Ebossé 27e (pen.)                                                                                            | Benmoussa 7e, Belaïli 83e                                                                                    |
| 84  | 2014-2015      | Championnat d'Algérie           | Stade Omar-Hamadi                                                                                            | USM Alger - JS Kabylie                                                                                       | 1 - 1 | Rial 81e (pen.)                                                                                              | Boudebouda 45+1e                                                                                             |
| 85  | 2015-2016      | Championnat d'Algérie           | 1er-Novembre-1954                                                                                            | JS Kabylie - USM Alger                                                                                       | 0 - 1 | - | Belaïli 83e                                                                                                  |
| 86  | 2015-2016      | Championnat d'Algérie           | Stade Omar-Hamadi                                                                                            | USM Alger - JS Kabylie                                                                                       | 2 - 0 | - | Nadji 73e, Boudebouda 90e                                                                                    |
| 87  | 2016-2017      | Championnat d'Algérie           | Stade Omar-Hamadi                                                                                            | USM Alger - JS Kabylie                                                                                       | 2 - 1 | Guessan 31e, Meftah 81e (pen.)                                                                               | Rial 90+3e                                                                                                   |
| 88  | 2016-2017      | Championnat d'Algérie           | 1er-Novembre-1954                                                                                            | JS Kabylie - USM Alger                                                                                       | 1 - 1 | Benyahia 43e                                                                                                 | Zerguine 35e                                                                                                 |
| 89  | 2017-2018      | Championnat d'Algérie           | Stade Omar-Hamadi                                                                                            | USM Alger - JS Kabylie                                                                                       | 0 - 0 | - | |
| 90  | 2017-2018      | Championnat d'Algérie           | 1er-Novembre-1954                                                                                            | JS Kabylie - USM Alger                                                                                       | 3 - 2 | Yattou 20e Benyahia 64e (pen.) Radouani 74e                                                                  | Darfalou 79e 89e                                                                                             |
| 91  | 2018-2019      | Championnat d'Algérie           | Stade Omar-Hamadi                                                                                            | USM Alger - JS Kabylie                                                                                       | 1 - 0 | Yaya 49e | |
| 92  | 2018-2019      | Championnat d'Algérie           | 1er-Novembre-1954                                                                                            | JS Kabylie - USM Alger                                                                                       | 2 - 1 | A. Belgherbi 5e, R. Hamroune 68e                                                                             | Muaid Ellafi 28e                                                                                             |
| 93  | 2019-2020      | Championnat d'Algérie           | Stade Omar-Hamadi                                                                                            | USM Alger - JS Kabylie                                                                                       | 1 - 0 | | A. Mahious 29e                                                                                               |
| 94e | 2019-2020      | Championnat d'Algérie           | 1er-Novembre-1954                                                                                            | JS Kabylie - USM Alger                                                                                       | N/J | | |
| 94  | 2020-2021      | Championnat d'Algérie           | 1er-Novembre-1954                                                                                            | JS Kabylie - USM Alger                                                                                       | 1 - 2 | A. Tubal 92e                                                                                                 | A. Alilet 6e, A. Mahious 67e                                                                                 |
| 95  | 2020-2021      | Championnat d'Algérie           | Stade Omar-Hamadi                                                                                            | USM Alger - JS Kabylie                                                                                       | 1 - 0 | | I. Belkacemi 48e                                                                                             |
| 96  | 2021-2022      | Championnat d'Algérie           | Stade Omar-Hamadi                                                                                            | USM Alger - JS Kabylie                                                                                       | 0 - 0 | | |
| 97  | 2021-2022      | Championnat d'Algérie           | 1er-Novembre-1954                                                                                            | JS Kabylie - USM Alger                                                                                       | 1 - 1 | | |
| 98  | 2022-2023      | Championnat d'Algérie           | Stade Omar Benrabeh - Dar El Beida - Alger                                                                   | USM Alger - JS Kabylie                                                                                       | 1 - 0 | | |
| 99  | 2022-2023      | Championnat d'Algérie           | 1er-Novembre-1954                                                                                            | JS Kabylie - USM Alger                                                                                       | 1 - 0 | | |
| 100 | 2023-2024      | Championnat d'Algérie           | 1er-Novembre-1954                                                                                            | JS Kabylie - USM Alger                                                                                       | 1 - 0 | | |
| 101 | 2023-2024      | Championnat d'Algérie           | Stade Nelson Mandela                                                                                         | USM Alger - JS Kabylie                                                                                       | 2 - 2 | | |
| 102 | 2024-2025      | Championnat d'Algérie           | Stade Hocine-Aït-Ahmed                                                                                       | JS Kabylie - USM Alger                                                                                       | 0 - 0 | | |
| 103 | 2024-2025      | Championnat d'Algérie           | 5-Juillet-1962                                                                                               | USM Alger - JS Kabylie                                                                                       | 0 - 1 | | |

- Autre source JSK-USMA 1-1 (saison 1971-1972)

## Bilan
| Compétitions             | Matchs | Victoires USMA | Matchs nuls | Victoires JSK | Buts USMA | Buts JSK |
| ------------------------ | ------ | -------------- | ----------- | ------------- | --------- | -------- |
| Championnat d'Algérie    | 89     | 27             | 31          | 31            | 82        | 98       |
| Championnat D2 d'Algérie | 4      | 1              | 2           | 1             | 7         | 5        |
| Coupe d'Algérie          | 9      | 4              | 5           | 0             | 13        | 5        |
| Coupe de la Ligue        | 3      | 3              | 0           | 0             | 3         | 0        |
| Ligue d'Alger            | 2      | 0              | 0           | 2             | 3         | 8        |
| Total                    | 107    | 35             | 37          | 34            | 108       | 116      |

## Palmarès
| JS Kabylie | Compétitions                            | USM Alger |
| ---------- | --------------------------------------- | --------- |
|            | Continental                             |           |
| 2          | Ligue des champions de la CAF           | -         |
| 1          | Coupe d'Afrique des vainqueurs de coupe | -         |
| 3          | Coupe de la CAF                         | -         |
| -          | Coupe de la conféderation               | 1         |
| 1          | Supercoupe de la CAF                    | 1         |
|            | National                                |           |
| 14         | Championnat d'Algérie                   | 8         |
| 5          | Coupe d'Algérie                         | 9         |
| 1          | Coupe de la Ligue                       | -         |
| 1          | Supercoupe d'Algérie                    | 2         |
| 28         | Total                                   | 21        |